# Futsal Awards
O AGLA Futsal Awards é a premiação anual do Futsal mundial.
A premiação levava o nome "Umbro", até 2012, quando o prémio passou a ser patrocinado pela AGLA. Porém, o prêmio tem a chancela da FIFA.
Os prêmios são dividos em 10 categorias. 

## Melhor Jogador do Mundo
| Ano           | Vencedor               | 2º lugar       | 3º lugar          | Clube do Vencedor (à época) |
| ------------- | ---------------------- | -------------- | ----------------- | --------------------------- |
| 2000 Detalhes | Manoel Tobias          | Daniel         | Duda Amaral       | Vasco da Gama               |
| 2001 Detalhes | Manoel Tobias          | Javi Rodríguez | Daniel            | Malwee/Jaraguá              |
| 2002 Detalhes | Manoel Tobias          | Daniel         | Schumacher        | FS Cartagena                |
| 2003 Detalhes | Adriano Foglia         | Schumacher     | Lenísio           | Arzignano Grifo             |
| 2004 Detalhes | Falcão                 | Javi Rodríguez | Marcelo           | Malwee/Jaraguá              |
| 2005 Detalhes | Javi Rodríguez         | Não atribuído  | Não atribuído     | Playas de Castellón         |
| 2006 Detalhes | Falcão                 | Schumacher     | Luis Amado        | Malwee/Jaraguá              |
| 2007 Detalhes | Vladislav Shayakhmetov | Não atribuído  | Não atribuído     | MFK Viz-Sinara              |
| 2008 Detalhes | Schumacher             | Não atribuído  | Não atribuído     | Inter FS                    |
| 2009 Detalhes | Kike                   | Não atribuído  | Não atribuído     | ElPozo Murcia               |
| 2010 Detalhes | Ricardinho             | Não atribuído  | Não atribuído     | SL Benfica                  |
| 2011 Detalhes | Falcão                 | Não atribuído  | Não atribuído     | Santos/Cortiana             |
| 2012 Detalhes | Falcão                 | Neto           | Kike              | ADC Intelli                 |
| 2013 Detalhes | Sergio Lozano          | Não atribuído  | Não atribuído     | Barcelona Alusport          |
| 2014 Detalhes | Ricardinho             | Falcão         | Gabriel Lima      | Inter FS                    |
| 2015 Detalhes | Ricardinho             | Miguelin       | Gadeia            | Inter FS                    |
| 2016 Detalhes | Ricardinho             | Miguelin       | Leandro Cuzzolino | Inter FS                    |
| 2017 Detalhes | Ricardinho             | Ortiz          | Santiago Basile   | Inter FS                    |
| 2018 Detalhes | Ricardinho             | Gadeia         | Pola              | Inter FS                    |
| 2019 Detalhes | Ferrão                 | Adolfito       | Babalu            | FC Barcelona Futsal         |

## Melhor Jogadora do Mundo
| Ano           | Vencedor       | 2º lugar      | 3º lugar         | Clube do Vencedor (à época)       |
| 2007 Detalhes | Eva Manguán    | Não atribuído | Não atribuído    | Encofra Navalcarnero              |
| 2008 Detalhes | Cilene         | Não atribuído | Não atribuído    | Palmeiras/Osasco/Jaguaré          |
| 2009 Detalhes | Alina Gorobets | Não atribuído | Não atribuído    | FK Belichanka-93                  |
| 2010 Detalhes | Vanessa        | Não atribuído | Não atribuído    | Female Futsal & Burela FS         |
| 2011 Detalhes | Vanessa        | Não atribuído | Não atribuído    | Burela FS & Female Futsal         |
| 2012 Detalhes | Vanessa        | Marcela       | Ana Azevedo      | Female Futsal                     |
| 2013 Detalhes | Lu Minuzzo     | Não atribuído | Não atribuído    | Sinnai C5 e Lazio Femminile       |
| 2014 Detalhes | Amandinha      | Vanessa       | Lu Minuzzo       | Barateiro Futsal                  |
| 2015 Detalhes | Amandinha      | Vanessa       | Vanessa Quintela | Barateiro Futsal                  |
| 2016 Detalhes | Amandinha      | Ari           | Peque            | Barateiro Futsal & Leoas da Serra |
| 2017 Detalhes | Amandinha      | Ame Romero    | Vanessa          | Leoas da Serra                    |
| 2018 Detalhes | Amandinha      | Ame Romero    | Fifó             | Leoas da Serra                    |
| 2019 Detalhes | Amandinha      | Anita         | Fifó             | Leoas da Serra                    |

## Melhor Goleiro/Arqueiro do Mundo
| Ano           | Vencedor           | 2º lugar      | 3º lugar           | Clube do Vencedor (à época) |
| 2003 Detalhes | Luis Amado         | Angelini      | Sergio             | Inter FS                    |
| 2004 Detalhes | Luis Amado         | Franklin      | Angelini           | Inter FS                    |
| 2005 Detalhes | Não houve          | Não houve     | Não houve          | Não houve                   |
| 2006 Detalhes | Não houve          | Não houve     | Não houve          | Não houve                   |
| 2007 Detalhes | Tiago              | Não atribuído | Não atribuído      | Malwee/Jaraguá              |
| 2008 Detalhes | Sergey Zuev        | Não atribuído | Não atribuído      | MFK Viz-Sinara              |
| 2009 Detalhes | Santiago Elías     | Não atribuído | Não atribuído      | Napoli Vesevo & Pinocho     |
| 2010 Detalhes | Mostafa Nazari     | Não atribuído | Não atribuído      | Foolad Mahan FSC            |
| 2011 Detalhes | Stefano Mammarella | Não atribuído | Não atribuído      | Montesilvano C5             |
| 2012 Detalhes | Stefano Mammarella | Tiago         | Juanjo             | Montesilvano C5             |
| 2013 Detalhes | Gustavo Juruna     | Não atribuído | Não atribuído      | Dínamo Moscou               |
| 2014 Detalhes | Stefano Mammarella | Paco Sedano   | Gustavo Juruna     | Montesilvano C5             |
| 2015 Detalhes | Higuita            | Paco Sedano   | Stefano Mammarella | AFC Kairat                  |
| 2016 Detalhes | Higuita            | Paco Sedano   | Nicolás Sarmiento  | AFC Kairat                  |
| 2017 Detalhes | Paco Sedano        | Higuita       | Jesús Herrero      | FC Barcelona Futsal         |
| 2018 Detalhes | Higuita            | Jesús Herrero | Guitta             | AFC Kairat                  |
| 2019 Detalhes | Higuita            | Juanjo        | Guitta             | AFC Kairat                  |
| 2020 Detalhes | Higuita            | Guitta        | Jesús Herrero      | AFC Kairat                  |
| 2021 Detalhes | Guitta             | Higuita       | Nicolás Sarmiento  | Sporting                    |

## Melhor Jogador Jovem do Mundo (Sub-23)[nota 1]
| Ano           | Vencedor         | 2º lugar       | 3º lugar          | Clube do Vencedor (à época) |
| 2004 Detalhes | Fernandinho      | Rafael         | Renato            | Azkar Lugo                  |
| 2005 Detalhes | Não houve        | Não houve      | Não houve         | Não houve                   |
| 2006 Detalhes | Não houve        | Não houve      | Não houve         | Não houve                   |
| 2007 Detalhes | Jesús Herrero    | Não atribuído  | Não atribuído     | Carnicer Torrejón           |
| 2008 Detalhes | Dmitri Prudnikov | Não atribuído  | Não atribuído     | MFK Viz-Sinara              |
| 2009 Detalhes | Thiaguinho       | Não atribuído  | Não atribuído     | Carlos Barbosa              |
| 2010 Detalhes | Aicardo          | Não atribuído  | Não atribuído     | Lobelle de Santiago         |
| 2011 Detalhes | Sergio Lozano    | Não atribuído  | Não atribuído     | Caja Segovia/Barcelona      |
| 2012 Detalhes | Alex             | Dieguinho      | David             | ElPozo Murcia               |
| 2013 Detalhes | Ferrão           | Não atribuído  | Não atribuído     | MFK Tyumen                  |
| 2014 Detalhes | Adolfito         | Catela         | Felipe Paradynski | Marfil Santa Coloma         |
| 2015 Detalhes | Adolfito         | Emilio Buendía | Dener             | Marfil Santa Coloma         |
| 2016 Detalhes | Adolfito         | Ivan Chishkala | Leandro Lino      | Marfil Santa Coloma         |
| 2017 Detalhes | Fernan           | Leandro Lino   | Matías Rosa       | ElPozo Murcia               |
| 2018 Detalhes | Fernan           | Yanar Asadov   | Marcel Marques    | ElPozo Murcia               |
| 2019 Detalhes | Leozinho         | Antonio Pérez  | Matheus Rodrigues | Magnus Futsal               |

## Chuteira de Ouro Europeia
| Temporada          | Vencedor           | 2º lugar     | 3º lugar      | Clube do Vencedor (à época) |
| 2002-2003 Detalhes | Edwin Grunholz     | Joel         | Paulo Roberto | TLR Antwerpen 2000          |
| 2003-2004 Detalhes | Armen Gyulambaryan | Lenísio      | Almeida A.    | Pyunik Yerevan              |
| 2004-2005 Detalhes | Armen Gyulambaryan | Lenísio      | Betinho       | Tal Grig                    |
| 2005-2006 Detalhes | Betinho            | Bokeria      | Stoica        | CN Morlanwelz               |
| 2006-2007 Detalhes | Armen Gyulambaryan | Nazmi Jakupi | Betinho       | Adana Yerevan               |
| 2007-2008 Detalhes | Eder Lima          | Mikaelyan    | Betinho       | TTG-JAVA Yugorsk            |
| 2008-2009 Detalhes | Diogo              | Eder Lima    | Dodo          | Baio Futsal Morlanwelz      |

## Melhor Treinador de Seleção Nacional do Mundo ("Dimitri Nicolaou Award")
| Ano           | Vencedor                | 2º lugar               | 3º lugar                | Seleção do Vencedor (à época) |
| 2003 Detalhes | Javier Lozano Cid1      | Nuccorini1             | Larranaga1              | Espanha                       |
| 2004 Detalhes | Javier Lozano Cid       | Nuccorini              | Fernando Ferretti       | Espanha                       |
| 2005 Detalhes | Não houve               | Não houve              | Não houve               | Não houve                     |
| 2006 Detalhes | Não houve               | Não houve              | Não houve               | Não houve                     |
| 2007 Detalhes | José Venancio López     | Javier Lozano Cid      | Paulo César de Oliveira | Espanha                       |
| 2008 Detalhes | Paulo César de Oliveira | Não atribuído          | Não atribuído           | Brasil                        |
| 2009 Detalhes | Hossein Shams           | Não atribuído          | Não atribuído           | Irã                           |
| 2010 Detalhes | José Venancio López     | Não atribuído          | Não atribuído           | Espanha                       |
| 2011 Detalhes | Marcos Sorato "Pipoca"  | Não atribuído          | Não atribuído           | Brasil                        |
| 2012 Detalhes | José Venancio López     | Marcos Sorato "Pipoca" | Miguel Rodrigo Salazar  | Espanha                       |
| 2013 Detalhes | Ney Pereira             | Não atribuído          | Não atribuído           | Brasil                        |
| 2014 Detalhes | Roberto Menichelli      | Miguel Rodrigo Salazar | Serginho Schiochet      | Itália                        |
| 2015 Detalhes | José Venancio López     | Cacau                  | Serginho Schiochet      | Espanha                       |
| 2016 Detalhes | Diego Giustozzi         | José Venancio López    | Cacau                   | Argentina                     |
| 2017 Detalhes | José Venancio López     | Diego Giustozzi        | Mohammad Nazemasharieh  | Espanha                       |
| 2018 Detalhes | Jorge Braz              | Sergey Skorovich       | Bruno Garcia Formoso    | Portugal                      |
| 2019 Detalhes | Jorge Braz              | Marquinhos Xavier      | Sergey Skorovich        | Portugal                      |
| 2020 Detalhes | Jorge Braz              | Marquinhos Xavier      | Fede Vidal              | Portugal                      |
| 2021 Detalhes | Jorge Braz              | Matías Lucuix          | Paulo Ricardo "Kakà"    | Portugal                      |

1 Nesta edição treinadores de clubes e de seleções foram incluídos na mesma categoria

## Melhor Treinador de Clubes do Mundo
| Ano           | Vencedor             | 2º lugar                | 3º lugar       | Clube do Vencedor (à época)   |
| 2004 Detalhes | Jesús Candelas       | Paulo César de Oliveira | Sérgio Benatti | Inter FS                      |
| 2005 Detalhes | Não houve            | Não houve               | Não houve      | Não houve                     |
| 2006 Detalhes | Não houve            | Não houve               | Não houve      | Não houve                     |
| 2007 Detalhes | Fernando Ferretti    | Não atribuído           | Não atribuído  | Malwee/Jaraguá                |
| 2008 Detalhes | Jesús Candelas       | Não atribuído           | Não atribuído  | Inter FS                      |
| 2009 Detalhes | Paulo Mussalém       | Não atribuído           | Não atribuído  | Carlos Barbosa                |
| 2010 Detalhes | Fernando Ferretti    | Não atribuído           | Não atribuído  | Malwee/Jaraguá & Santos       |
| 2011 Detalhes | Fulvio Colini        | Não atribuído           | Não atribuído  | Montesilvano C5 & Kaos Futsal |
| 2012 Detalhes | Marc Carmona         | Duda                    | Tino Perez     | FC Barcelona                  |
| 2013 Detalhes | Tino Perez           | Não atribuído           | Não atribuído  | Dínamo Moscou                 |
| 2014 Detalhes | Jesús Velasco        | Marc Carmona            | Cacau          | Inter FS                      |
| 2015 Detalhes | Jesús Velasco        | Cacau                   | Kaká           | Inter FS                      |
| 2016 Detalhes | Jesús Velasco        | Cacau                   | Kaká           | Inter FS                      |
| 2017 Detalhes | Jesús Velasco        | Cacau                   | David Marín    | Inter FS                      |
| 2018 Detalhes | Jesús Velasco        | Kaká                    | Nuno Dias      | Inter FS                      |
| 2019 Detalhes | Andreu Plaza Álvarez | Nuno Dias               | Kaká           | FC Barcelona                  |
| 2020 Detalhes | Andreu Plaza Álvarez | Ricardinho              | Nuno Dias      | FC Barcelona                  |
| 2021 Detalhes | Nuno Dias            | Tino Pérez              | Ricardinho     | Sporting                      |

## Melhor Árbitro do Mundo
| Ano           | Vencedor                     | 2º lugar           | 3º lugar                |
| 2004 Detalhes | Pedro Galán Nieto            | Massimo Cumbo      | Nolido Paixão           |
| 2005 Detalhes | Não houve                    | Não houve          | Não houve               |
| 2006 Detalhes | Não houve                    | Não houve          | Não houve               |
| 2007 Detalhes | Antonio Cardoso              | Não atribuído      | Não atribuído           |
| 2008 Detalhes | Karoly Torok                 | Não atribuído      | Não atribuído           |
| 2009 Detalhes | Michel Jean Bonnaud          | Não atribuído      | Não atribuído           |
| 2010 Detalhes | Danijel Janosevic            | Não atribuído      | Não atribuído           |
| 2011 Detalhes | Vadim Baratov                | Não atribuído      | Não atribuído           |
| 2012 Detalhes | Fernando Gutiérrez Lumbreras | Renata Neves Leite | Marc Birkett            |
| 2013 Detalhes | Fernando Gutiérrez Lumbreras | Não atribuído      | Não atribuído           |
| 2014 Detalhes | Alessandro Malfer            | Saša Tomic         | Dario Javier Santamaria |
| 2015 Detalhes | Alessandro Malfer            | Gábor Kovács       | Marc Birkett            |
| 2016 Detalhes | Fernando Gutiérrez Lumbreras | Saša Tomić         | Ondřej Černý            |
| 2017 Detalhes | Saša Tomić                   | Bogdan Sorescu     | Dario Javier Santamaria |
| 2018 Detalhes | Nikola Jelic                 | Irina Velikanova   | Ricardo Messa           |
| 2019 Detalhes | Juan Gallardo                | Nikola Jelic       | Chiara Perona           |

## Melhor Seleção Nacional do Mundo
| Ano           | Vencedora | 2º lugar      | 3º lugar        |
| 2003 Detalhes | Brasil1   | Inter FS1     | Argentina1      |
| 2004 Detalhes | Espanha   | Brasil        | Itália          |
| 2005 Detalhes | Não houve | Não houve     | Não houve       |
| 2006 Detalhes | Não houve | Não houve     | Não houve       |
| 2007 Detalhes | Brasil    | Não atribuído | Não atribuído   |
| 2008 Detalhes | Brasil    | Não atribuído | Não atribuído   |
| 2009 Detalhes | Irã2      | Não atribuído | Não atribuído   |
| 2010 Detalhes | Espanha2  | Não atribuído | Não atribuído   |
| 2011 Detalhes | Brasil    | Não atribuído | Não atribuído   |
| 2012 Detalhes | Brasil    | Espanha       | Brasil Feminino |
| 2013 Detalhes | Brasil    | Não atribuído | Não atribuído   |
| 2014 Detalhes | Brasil    | Espanha       | Itália          |
| 2015 Detalhes | Espanha   | Brasil        | Cazaquistão     |
| 2016 Detalhes | Argentina | Espanha       | Rússia          |
| 2017 Detalhes | Brasil    | Argentina     | Espanha         |
| 2018 Detalhes | Portugal  | Brasil        | Espanha         |
| 2019 Detalhes | Brasil    | Portugal      | Espanha         |

1 Nesta edição clubes e seleções foram incluídos na mesma categoria.

2 Nestas edições a Seleção Brasileira de Futsal Feminino também foi homenageada com uma menção honrosa.

## Melhor Time/Clube do Mundo
| Ano           | Vencedor        | 2º lugar                         | 3º lugar                   |
| 2004 Detalhes | Inter FS        | Carlos Barbosa                   | Playas de Castellón        |
| 2005 Detalhes | Não houve       | Não houve                        | Não houve                  |
| 2006 Detalhes | Não houve       | Não houve                        | Não houve                  |
| 2007 Detalhes | Pinocho         | Não atribuído                    | Não atribuído              |
| 2008 Detalhes | Malwee/Jaraguá  | Não atribuído                    | Não atribuído              |
| 2009 Detalhes | Carlos Barbosa  | Não atribuído                    | Não atribuído              |
| 2010 Detalhes | Malwee/Jaraguá  | Não atribuído                    | Não atribuído              |
| 2011 Detalhes | Montesilvano C5 | Não atribuído                    | Não atribuído              |
| 2012 Detalhes | FC Barcelona    | Carlos Barbosa & Dínamo Moscovo1 | Não atribuído1             |
| 2013 Detalhes | ADC Intelli     | Não atribuído                    | Não atribuído              |
| 2014 Detalhes | FC Barcelona    | Inter FS                         | Sorocaba Futsal            |
| 2015 Detalhes | Inter FS        | Kairat Almaty                    | Carlos Barbosa             |
| 2016 Detalhes | Inter FS        | Gazprom Ugra                     | Kairat Almaty              |
| 2017 Detalhes | Inter FS        | Carlos Barbosa                   | Sporting Clube de Portugal |
| 2018 Detalhes | Inter FS        | Sporting Clube de Portugal       | Magnus Futsal              |
| 2019 Detalhes | FC Barcelona    | Sporting Clube de Portugal       | Carlos Barbosa             |

1 O Carlos Barbosa e o Dínamo Moscovo tiveram a mesma pontuação (125), sendo assim um empate.